# Кінофестиваль у Кабурі

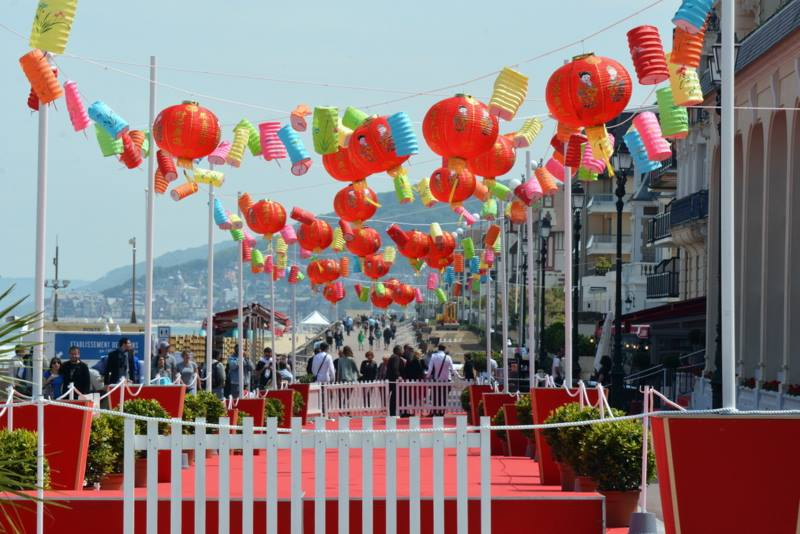
Кінофестиваль у 2014 р.

Кінофестиваль у Кабурі (фр. Festival du film de Cabourg) — спеціалізований кінофестиваль, що фокусується на фільмах, знятих в романтичному жанрі та фільмах з елементами романтизму. Проводиться щороку у червні протягом 5 днів у курортному місті Кабур, Нормандія, Франція. Під час фестивалю, фільми транслюються на пляжі міста просто неба.
Фестиваль започатковано французьким письменником і журналістом Ґонзаґом Сен-Брі у 1983 році. Переможцям конкурсної програми фестивалю вручаються нагороди, що отримали назву «Золотий Сван» (Swann d'Or), що є даниною Марселеві Прусту. Статуетка нагороди виготовлена у вигляді двох лебедів (англ. Swan), що переплітаються шиями, торкаючись дзьобами. Переплетення також утворює стилізовану форму двох сердець, з'єднаних між собою кінцями.

## Нагороди

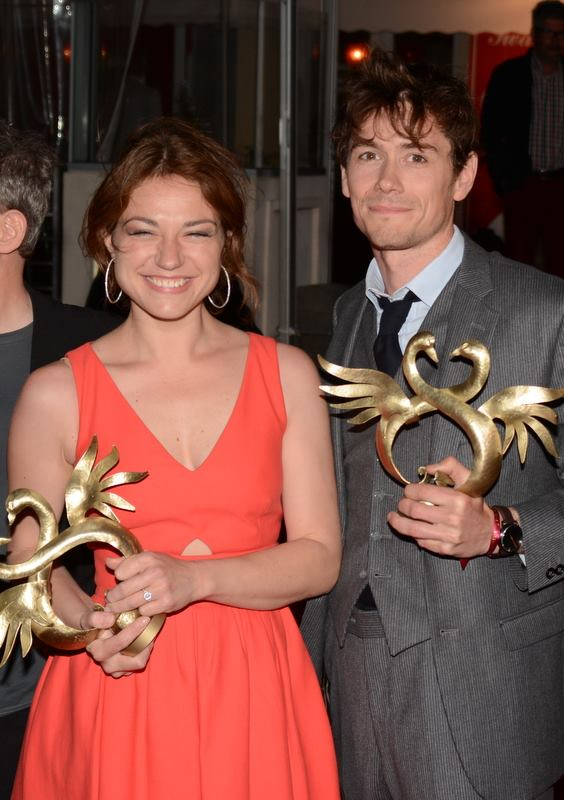
Актори Емілі Дек'єннта Лоїк Корбері з нагородами кінофестивалю, 2014 рік

| Нагорода / категорія             | Оригінальна назва                                  |
| -------------------------------- | -------------------------------------------------- |
| Художні фільми                   |                                                    |
| Гран-прі                         | Grand prix                                         |
| Найкращий повнометражний фільм   | Swann d'Or du meilleur long-métrage                |
| Найкращий перший фільм           | Swann d'Or du meilleur premier film                |
| Найкращий режисер                | Swann d'Or du meilleur réalisateur de long-métrage |
| Найкраща акторка                 | Swann d'Or de la meilleure actrice                 |
| Найкращий актор                  | Swann d'Or du meilleur acteur                      |
| Акторка-відкриття                | Swann d'Or de la Révélation féminine               |
| Актор-відкриття                  | Swann d'Or de la Révélation masculine              |
| Короткометражні фільми           |                                                    |
| Найкращий короткометражний фільм | Swann d'Or du meilleur court-métrage               |
| Найкращий режисер                | Swann d'Or du meilleure réalisatrice               |
| Найкраща акторка                 | Swann d'Or de la meilleure comédienne              |
| Найкращий актор                  | Swann d'Or du meilleur acteur                      |
| Приз Prix Cinecourts             | Prix Cinecourts                                    |
| Спеціальні нагороди              |                                                    |
| Приз глядацьких симпатій         | Prix du Public                                     |
| Приз молодіжного журі            | Prix de la Jeunesse                                |
| Приз Кохання з першого погляду   | Coup de Foudre                                     |
| Приз Удар Серця                  | Coup de Cœur                                       |
| Приз Перше побачення             | Prix Premiers Rendez-vous                          |

## Переможці

### Гран-прі Кінофестивалю у Кабурі

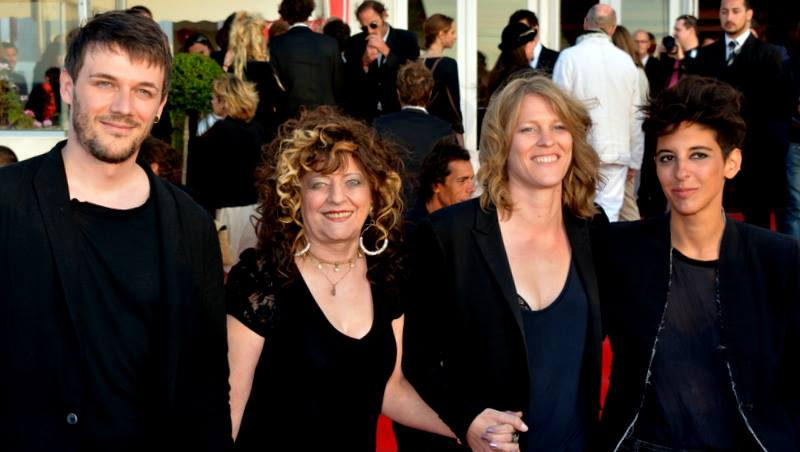
Знімальна група фільму «Тусівниця» на фестивалі 2011 р.: Семюел Тейс, Анжеліка Літценбургер, Клер Бюргер та Марі Амашукелі

| Рік  | Фільм                                   | Оригінальна назва                     | Режисер(и)                                 | п.    |
| ---- | --------------------------------------- | ------------------------------------- | ------------------------------------------ | ----- |
| 2001 | Малена                                  | Malèna                                | Джузеппе Торнаторе                         |       |
| 2002 | Сильна жінка                            | Riding in Cars with Boys              | Пенні Маршалл                              |       |
| 2003 | Життя мене вбиває                       | Vivre me tue                          | Жан-П'єр Сінапі                            |       |
| 2004 | Наслідки кохання                        | Le conseguenze dell'amore             | Паоло Соррентіно                           |       |
| 2005 | Моє літо кохання                        | My Summer of Love                     | Павел Павліковський                        |       |
| 2006 | Нижнє місто                             | Lower City                            | Сержіо Машадо                              |       |
| 2006 | Спеціальна згадка: П'ятнадцятилітня     | Quinceañera                           | Вош Вестмоленд та Рішар Глацер             |       |
| 2007 | Франц+Поліна                            | Franz+Polina                          | Михайло Сегал                              |       |
| 2008 | Будинок Аліси                           | A Casa de Alice                       | Чіко Тейшейра                              |       |
| 2009 | Сомерстаун                              | Somers Town                           | Шейн Медоуз                                |       |
| 2009 | Одного дня у серпні                     | Sometime in August                    | Себастьян Шиппер                           |       |
| 2010 | Надувна лялька                          | Air Doll                              | Корееда Хірокадзу                          |       |
| 2010 | Кого я хочу більше                      | Ce que je veux de plus                | Сільвіо Сольдіні                           |       |
| 2011 | Я оголошую війну                        | La guerre est déclarée                | Валері Донзеллі                            |       |
| 2012 | Лоранс у будь-якому випадку             | Laurence Anyways                      | Ксав'є Долан                               |       |
| 2013 | Гранд Централ. Атомне кохання           | Grand Central                         | Ребекка Злотовськи                         |       |
| 2014 | Тусівниця                               | Party Girl                            | Марі Амашукелі, Клер Бюргер та Семюел Тейс |       |
| 2014 | Маттерхорн                              | Matterhorn                            | Дідерік Еббінже                            |       |
| 2015 | Коротка шкіра — Страждання молодого Едо | Short Skin — I dolori del giovane Edo | Дуччо К'яріні                              |       |
| 2016 | Алмазний острів                         | Diamond Island                        | Даві Чоу                                   |       |
| 2017 | Фантастична жінка                       | Une femme fantastique                 | Себастьян Леліо                            | [ 2 ] |
| 2017 | Спеціальна згадка: Мобільні будинки     | Mobile Homes                          | Владимир де Фонтене                        | [ 2 ] |
| 2018 | Аґа                                     | Ága                                   | Мілко Лазаров                              | [ 3 ] |

### «Золотий Сван» за найкращий фільм
| Рік  | Фільм                        | Оригінальна назва          | Режисер(и)        | п.    |
| ---- | ---------------------------- | -------------------------- | ----------------- | ----- |
| 1997 | Моє життя в рожевому кольорі | Ma vie en rose             | Ален Берлінер     |       |
| 1998 | Канікули                     | Les vacances               | Еммануель Берко   |       |
| 1999 | Салон краси «Венера»         | Vénus beauté (institut)    | Тоні Маршалл      |       |
| 2000 | Вірність                     | La Fidélité                | Анджей Жулавський |       |
| 2012 | Іржа та кістка               | De rouille et d'os         | Жак Одіар         |       |
| 2013 | Час пригод                   | Le Temps de l'aventure     | Жером Боннел      |       |
| 2014 | Не в його стилі              | Pas son genre              | Люка Бельво       |       |
| 2015 | Каприз                       | Caprice                    | Еммануель Муре    |       |
| 2016 | Людожери                     | Les Ogres                  | Леа Фенер         |       |
| 2017 | Я і ти                       | Sage Femme                 | Мартен Прово      | [ 2 ] |
| 2018 | Мектуб, моя любов            | Mektoub my love: canto uno | Абделатіф Кешиш   | [ 3 ] |

### «Золотий Сван» за найкращий перший фільм
| Рік  | Фільм               | Оригінальна назва             | Режисер         |
| ---- | ------------------- | ----------------------------- | --------------- |
| 2015 | Мало, багато, сліпо | Un peu, beaucoup, aveuglément | Кловіс Корнійяк |

### «Золотий Сван» найкращому режисеру

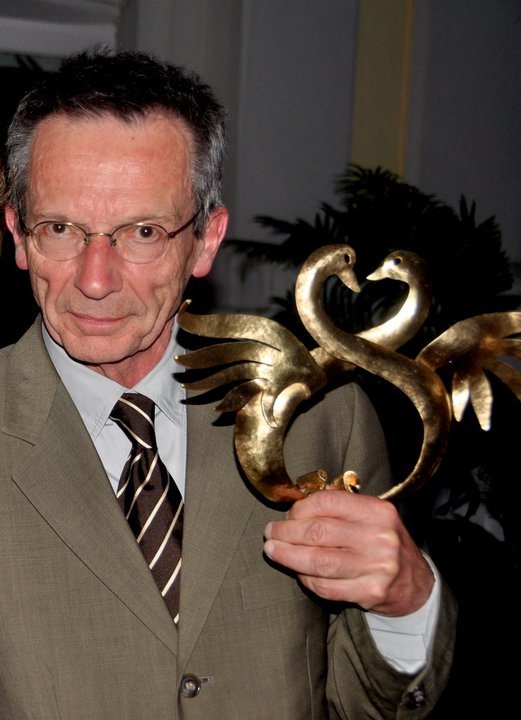
Патріс Леконт — найкращий режисер 2011 р.

| Рік  | Режисер         | Фільм                      | Оригінальна назва                   | п. |
| ---- | --------------- | -------------------------- | ----------------------------------- | -- |
| 2001 | Жан-П'єр Жене   | Амелі                      | Le Fabuleux destin d'Amélie Poulain |    |
| 2002 | Пенні Маршалл   | Сильна жінка               | Riding in Cars with Boys            |    |
| 2003 | Жан-Поль Раппно | Щасливої дороги!           | Bon Voyage                          |    |
| 2004 | Абделатіф Кешиш | Виверт                     | L'Esquive                           |    |
| 2005 | Арно Деплешен   | Королі та королева         | Rois et Reine                       |    |
| 2006 | Мікеле Плачідо  | Кримінальний роман         | Rois et Reine                       |    |
| 2007 | Крістоф Оноре   | Усі пісні лише про кохання | Les Chansons d'amour                |    |
| 2008 | Еммануель Муре  | Давай поцілуємося          | Un baiser s'il vous plaît           |    |
| 2009 | Стівен Фрірз    | Шері                       | Chéri                               |    |
| 2009 | Жулі Дельпі     | Графиня                    | La Comtesse                         |    |
| 2011 | Патріс Леконт   | Побачити море              | Voir la mer                         |    |
| 2012 | Робер Гедігян   | Сніги Кіліманджаро         | Les Neiges du Kilimandjaro          |    |
| 2014 | П'єр Сальвадорі | Жінка у дворі              | Dans la cour                        |    |
| 2015 | Арно Деплешен   | Три спогади моєї юності    | Trois souvenirs de ma jeunesse      |    |
| 2016 | Булі Ланнерс    | Перший, останній           | Les premiers, les derniers          |    |

### «Золотий Сван» найкращій акторці

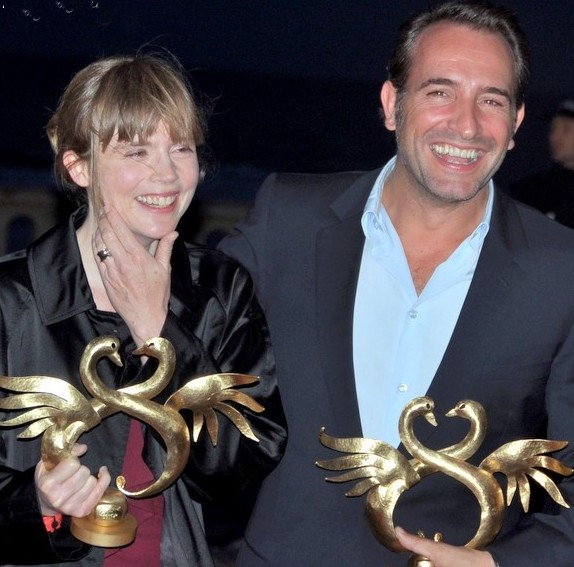
Ізабель Карре та Жан Дюжарден, з нагородами, отриманими на фестивалі 2011 року

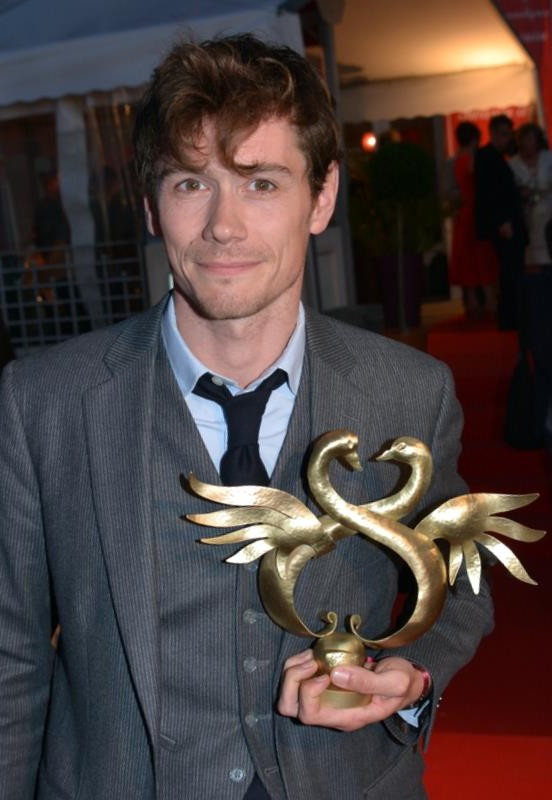
Лоїк Корбері — найкращий актор 2014 р.

| Рік  | Акторка               | Фільм                                        | Оригінальна назва                                                   | Режисер фільму                    | п.    |
| ---- | --------------------- | -------------------------------------------- | ------------------------------------------------------------------- | --------------------------------- | ----- |
| 1988 | Софі Марсо            | Шуани!                                       | Chouans!                                                            | Філіпп де Брока                   |       |
| 1989 | Крістін Скотт Томас   | Куля на початку                              | Bille en tête                                                       | Карло Котті                       |       |
| 1996 | Марі Жиллен           | Вибіркова спорідненість                      | Le affinità elettive                                                | Паоло Тавіані та Вітторіо Тавіані |       |
| 1997 | Жульєт Бінош          | Англійський пацієнт                          | The English Patient                                                 | Ентоні Мінгелла                   |       |
| 1998 | Ельза Зільберштейн    | Чоловік як жінка                             | L'homme est une femme comme les autres                              | Жан-Жак Зільберманн               |       |
| 1999 | Еммануель Беар        | Віднайдений час                              | Le temps retrouvé                                                   | Рауль Руїс                        |       |
| 2000 | Софі Марсо            | Вірність                                     | La Fidélité                                                         | Анджей Жулавський                 |       |
| 2001 | Сандрін Боннер        | Мадемуазель                                  | Mademoiselle                                                        | Філіпп Льоре                      |       |
| 2002 | Матильда Сеньє        | Дівчина з Парижа                             | Une hirondelle a fait le printemps                                  | Крістіан Каріон                   |       |
| 2003 | Ізабель Аджані        | Адольф                                       | Adolphe                                                             | Бенуа Жако                        |       |
| 2004 | Карін Віар            | Бутик                                        | France Boutique                                                     | Тоні Маршалл                      |       |
| 2005 | Валерія Бруні-Тедескі | 5х2                                          | 5х2                                                                 | Франсуа Озон                      |       |
| 2005 | Валерія Бруні-Тедескі | Рачки і черепашки                            | Crustacés et Coquillages                                            | Олів'є Дюкастель та Жак Мартіно   |       |
| 2006 | Сесіль де Франс       | Місця в партері                              | Fauteuils d'orchestre                                               | Данієль Томпсон                   |       |
| 2007 | Маріон Котіяр         | Життя у рожевому кольорі                     | La Môme                                                             | Олів'є Даан                       |       |
| 2008 | Летиція Каста         | Народжені в 68-му                            | Nés en 68                                                           | Олів'є Дюкастельта Жак Мартіно    |       |
| 2009 | Емілі Дек'єнн         | Донька лінії метро                           | La Fille du RER                                                     | Андре Тешіне                      |       |
| 2010 | Марина Гендс          | Разом ми проживаємо величезну історію любові | Ensemble, nous allons vivre une très, très grande histoire d'amour… | Паскаль Тома                      |       |
| 2011 | Ізабель Карре         | Анонімні романтики                           | Les Émotifs anonymes                                                | Жан-П'єр Амері                    |       |
| 2012 | Леа Сейду             | Прощавай, моя королево                       | Les Adieux à la Reine                                               | Бенуа Жако                        |       |
| 2012 | Леа Сейду             | Сестра                                       | L'Enfant d'en haut                                                  | Урсула Маєр                       |       |
| 2013 | Еммануель Дево        | Час пригод                                   | Le Temps de l'aventure                                              | Жером Боннел                      |       |
| 2014 | Емілі Дек'єнн         | Не в його стилі                              | Pas son genre                                                       | Люка Бельво                       |       |
| 2015 | Анаїс Демустьє        | Все про них                                  | À trois, on y va                                                    | Жером Боннел                      |       |
| 2016 | Луїза Бургуан         | Я — солдат                                   | Je suis un soldat                                                   | Лорен Ларів'є                     |       |
| 2017 | Беатріс Даль          | Життя кожного                                | Chacun sa vie                                                       | Клод Лелуш                        | [ 2 ] |
| 2018 | Мелані Тьєррі         | Біль                                         | La douleur                                                          | Еммануель Фінкель                 | [ 3 ] |

### «Золотий Сван» найкращому акторові
| Рік  | Актор           | Фільм                                    | Оригінальна назва                   | Режисер фільму     | п.    |
| ---- | --------------- | ---------------------------------------- | ----------------------------------- | ------------------ | ----- |
| 1997 | Філіпп Торретон | Капітан Конан                            | Capitaine Conan                     | Бертран Таверньє   |       |
| 1998 | Венсан Перес    | Горбань                                  | Le Bossu                            | Філіпп де Брока    |       |
| 1999 | Жан Гамблен     | Діти природи                             | Les enfants du Marais               | Жан Беккер         |       |
| 2000 | Жан-П'єр Бакрі  | На чужий смак                            | Le goût des autres                  | Аньєс Жауї         |       |
| 2001 | Матьє Кассовітц | Амелі                                    | Le Fabuleux destin d'Amélie Poulain | Жан-П'єр Жене      |       |
| 2002 | Сержі Лопес     | Жінки… чи діти спочатку                  | Les Femmes… ou les enfants d'abord… | Мануель Пурьє      |       |
| 2003 | Бернар Жиродо   | Той день                                 | Ce Jour-Là                          | Рауль Руїс         |       |
| 2004 | Патрік Брюель   | Я так довго чекав тебе                   | Une vie à t'attendre                | Тьєррі Кліфа       |       |
| 2005 | Венсан Лендон   | Вуса                                     | La Moustache                        | Еммануель Каррер   |       |
| 2006 | Мішель Блан     | Ви такі прекрасні                        | Je vous trouve très beau            | Ізабель Мерго      |       |
| 2007 | Гійом Кане      | Просто разом                             | Ensemble, c'est tout                | Клод Беррі         |       |
| 2008 | Патрік Брюель   | Сімейна таємниця                         | Un secret                           | Клод Міллер        |       |
| 2009 | Бенуа Пульворд  | Коко до Шанель                           | Coco avant Chanel                   | Анн Фонтен         |       |
| 2010 | Ерік Ельмосніно | Генсбур. Герой і хуліган                 | Gainsbourg, vie héroïque            | Жоанн Сфар         |       |
| 2011 | Жан Дюжарден    | Балкон з видом на морі                   | Un balcon sur la mer                | Ніколь Гарсія      |       |
| 2012 | Жеремі Реньє    | Мій шлях                                 | Cloclo                              | Флоран Еміліо Сірі |       |
| 2013 | П'єр Ніне       | Прикинься моїм хлопцем                   | 20 ans d'écart                      | Девід Моро         |       |
| 2014 | Лоїк Корбері    | Не в його стилі                          | Pas son genre                       | Люка Бельво        |       |
| 2015 | Бенуа Мажимель  | Молода кров                              | La tête haute                       | Еммануель Берко    |       |
| 2016 | Маню Пайєт      | Усе, щоб бути щасливим                   | Tout pour être heureux              | Сиріл Желбла       |       |
| 2017 | Реда Катеб      | Джанго                                   | Django                              | Етьєн Комар        | [ 2 ] |
| 2018 | П'єр Деладоншам | Насолоджуватися, кохати та швидко бігати | Plaire, aimer et courir vite        | Крістоф Оноре      | [ 3 ] |
| 2018 | Венсан Лакост   | Насолоджуватися, кохати та швидко бігати | Plaire, aimer et courir vite        | Крістоф Оноре      | [ 3 ] |

### «Золотий Сван» найкращій молодій акторці

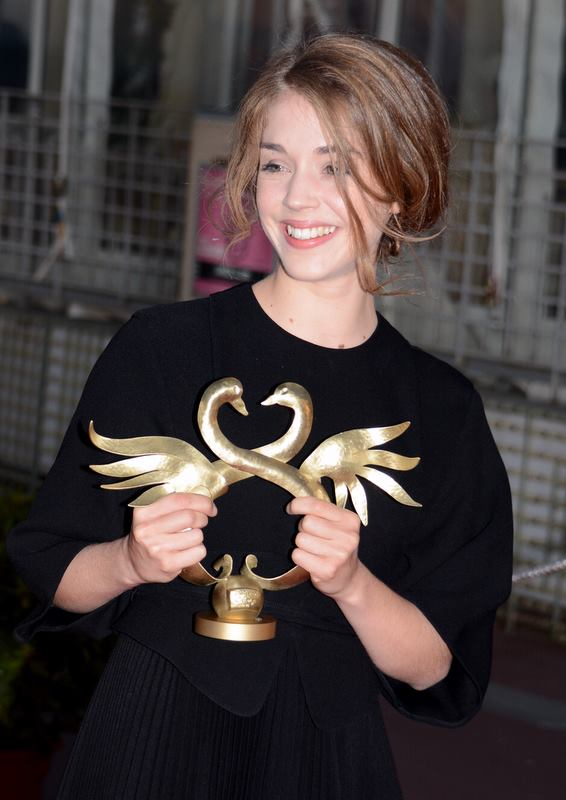
Еліс Ісааз з «Золотим Сваном» на фестивалі 2014 р.

| Рік  | Актор          | Фільм                    | Оригінальна назва              | Режисер фільму                 | п.    |
| ---- | -------------- | ------------------------ | ------------------------------ | ------------------------------ | ----- |
| 1999 | Одрі Тоту      | Салон краси «Венера»     | (Vénus beauté (institut)       | Тоні Маршалл                   |       |
| 2000 | Маріон Котіяр  | Блакить до самої Америки | Du Bleu jusqu'en Amérique      | Сара Леві                      |       |
| 2001 | Емілі Дек'єнн  | Братство вовка           | Le Pacte des loups             | Крістоф Ганс                   |       |
| 2002 | Мелані Дотей   | Брат воїна               | Le Frère du guerrier           | П'єр Жоліве                    |       |
| 2003 | Морган Море    | Шкура янгола             | Peau d'Ange                    | Венсан Перес                   |       |
| 2004 | Сара Форестьє  | Виверт                   | L'Esquive                      | Абделатіф Кешиш                |       |
| 2005 | Лора Наймарк   | Вишивальниці             | Brodeuses                      | Елеонор Фоше                   |       |
| 2006 | Анна Муглаліс  | Кримінальний роман       | Romanzo Criminale              | Мікеле Плачідо                 |       |
| 2007 | Клеменс Поезі  | Великий Мольн            | Le Grand Meaulnes              | Жан-Даніель Верхак             |       |
| 2008 | Енн Марівін    | Лашкаво прошимо          | Bienvenue chez les Ch'tis      | Дені Бун                       |       |
| 2009 | Анаїс Демустьє | Дорослі люди             | Les Grandes Personnes          | Енн Новіон                     |       |
| 2010 | Лейла Бехті    | Все те, що виблискує     | Tout ce qui brille             | Жеральдін Накаш та Ерве Мімран |       |
| 2011 | Полін Лефевр   | Дивитися на море         | Voir la mer                    | Патріс Леконт                  |       |
| 2012 | Соко           | Бай, бай, блонді!        | Bye bye Blondie                | Віржині Депант                 |       |
| 2013 | Лола Кретон    | Щось у повітрі           | Après mai                      | Олів'є Ассаяс                  |       |
| 2014 | Еліс Ісааз     | Жовтоокі крокодили       | Les Yeux Jaunes des Crocodiles | Сесіль Телерман                |       |
| 2015 | Жозефін Жапі   | Я дихаю                  | Respire                        | Мелані Лоран                   |       |
| 2016 | Кріста Тере    | Донька боса              | La Fille du patron             | Олів'є Лусто                   |       |
| 2017 | Дорія Тільє    | Він і Вона               | Monsieur & Madame Adelman      | Ніколя Бедос                   | [ 2 ] |
| 2018 | Клеменс Бойнар | Партія закінчилася       | La fête est finie              | Maps Гаррел Вайсс              | [ 3 ] |

### «Золотий Сван» найкращому молодому актору

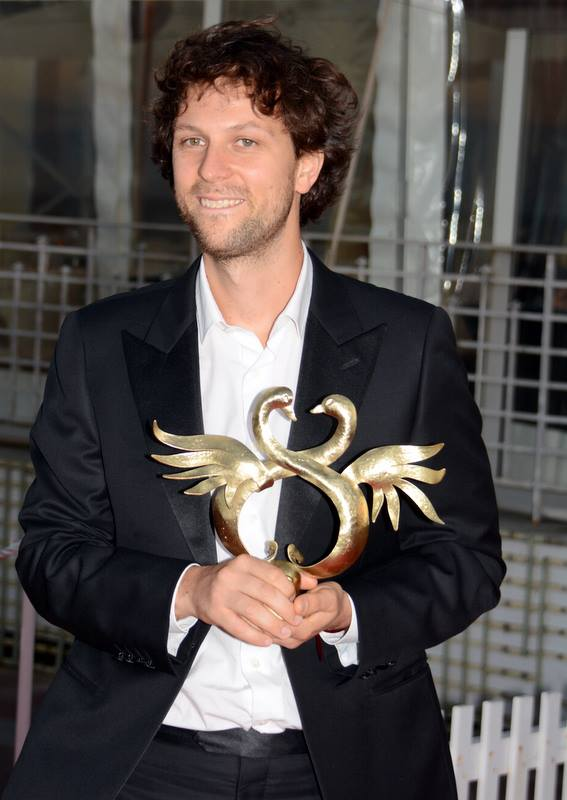
П'єр Рошфор — найкращий актор-відкриття 2014 р.

| Рік  | Актор              | Фільм                        | Оригінальна назва                        | Режисер фільму                  | п.    |
| ---- | ------------------ | ---------------------------- | ---------------------------------------- | ------------------------------- | ----- |
| 1999 | Ґійом Кане         | Ходжу як мій батько          | Je règle mon pas sur le pas de mon père  | Ремі Вотерхаус                  |       |
| 2000 | Самі Буажила       | Пригоди Фелікса              | Drôle de Félix                           | Олів'є Дюкастель та Жак Мартіно |       |
| 2001 | Ерік Каравака      | Без пломби                   | Sans Plomb                               |                                 |       |
| 2002 | Бернар Кампан      | Згадати про прекрасне        | Se souvenir des belles choses            | Забу Брайтман                   |       |
| 2003 | Джаліль Леспер     | Життя мене вбиває            | Vivre me tue                             |                                 |       |
| 2004 | Ніколя Дювошель    | Пристрасні тіла              | Les Corps impatients                     | Ксав'є Джаннолі                 |       |
| 2005 | Ніколя Казаль      | Велика подорож               | Le grand voyage                          | Ісмаєль Феррухі                 |       |
| 2006 | Лоран Дойч         | Коханці Кафе де Флор         | Les Amants du Flore                      | Елеонор Фоше                    |       |
| 2007 | Фуад Ет Аату       | Таємна коханка               | Une vieille maîtresse                    | Катрін Брейя                    |       |
| 2008 | Яннік Реньє        | Народжені в 68-му            | Nés en 68                                | Олів'є Дюкастель та Жак Мартіно |       |
| 2009 | Жеремі Капон       | ЛОЛ                          | LOL                                      | Ліза Азуелос                    |       |
| 2010 | Венсан Ротьє       | Нам би лише день вистояти... | Qu'un seul tienne et les autres suivront | Леа Фенер                       |       |
| 2011 | Рафаель Персонас   | Принцеса де Монпасьє         | La Princesse de Montpensier              | Бертран Таверньє                |       |
| 2012 | П'єр Ніні          | Люблю дивитися на дівчат     | J'aime regarder les filles               | Фред Луф                        |       |
| 2013 | Фелікс Моаті       | Піратське телебачення        | Télé gaucho                              | Мішель Леклерк                  |       |
| 2014 | П'єр Рошфор        | Він пішов у неділю           | Un beau dimanche                         | Ніколь Ґарсіа                   |       |
| 2015 | Кевін Азіз         | Винищувачі                   | Les Combattants                          | Тома Кайє                       |       |
| 2016 | Кейсі Моттет Кляйн | Бути 17-річним               | Quand on a 17 ans                        | Андре Тешіне                    |       |
| 2017 | Рабах Наїт Уфелла  | Ноктюрама                    | Nocturama                                | Бертран Бонелло                 | [ 2 ] |
| 2018 | Антоні Бажон       | Молитва                      | La Prière                                | Седрік Кан                      | [ 3 ] |

### Спеціальні нагороди

#### Приз глядацьких симпатій
| Рік  | Фільм                 | Оригінальна назва         | Режисер(и)               | п.    |
| ---- | --------------------- | ------------------------- | ------------------------ | ----- |
| 2009 | Тенґрі                | Tengri, le bleu du ciel   | Марі Жауль де Поншевілль |       |
| 2010 | Імена людей           | Le Nom des gens           | Мішель Леклерк           |       |
| 2011 | І куди ми тепер?      | Et maintenant, on va où ? | Надін Лабакі             |       |
| 2012 | Моя прекрасна зірка   | Ma bonne étoile           | Анна Фассіо              |       |
| 2013 | Королеви рингу        | Les Reines du ring        | Жан-Марк Руднікі         |       |
| 2014 | Повернення додому     | Coming Home               | Чжан Їмоу                |       |
| 2015 | Урок у коханні        | Lessons In Love           | Фред Скепісі             |       |
| 2016 | Друге життя Уве       | En man som heter Ove      | Ганнес Голм              |       |
| 2017 | 120 ударів на хвилину | 120 battements par minute | Робен Кампійо            | [ 2 ] |
| 2018 | Мосьє                 | Monsieur                  | Рохена Гера              | [ 3 ] |

#### Приз молодіжного журі
| Рік  | Фільм                                   | Оригінальна назва                     | Режисер(и)                       | п.    |
| ---- | --------------------------------------- | ------------------------------------- | -------------------------------- | ----- |
| 2005 | Моє літо кохання                        | My Summer of Love                     | Павел Павліковський              |       |
| 2006 | Нижнє місто                             | Lower City                            | Сержіо Машадо                    |       |
| 2006 | Спеціальна згадка: Будинок Якобяна      | Omaret yakobean                       | Марван Гамед                     |       |
| 2007 | Водяні лілії                            | Naissance des pieuvres                | Селін Ск'ямма                    |       |
| 2008 | Цвіт сакури                             | Cherry Blossoms                       | Доріс Деррі                      |       |
| 2009 | Сомерстаун                              | Somers Town                           | Шейн Медоуз                      |       |
| 2010 | Я також                                 | Yo, también                           | Альваро Пастор та Антоніо Наарро |       |
| 2011 | За версією Барні                        | Le Monde de Barney                    | Річард Дж. Льюїс                 |       |
| 2012 | Лоранс у будь-якому випадку             | Laurence Anyways                      | Ксав'є Долан                     |       |
| 2013 | Мій милий Пепперленд                    | My Sweet Pepper Land                  | Гінер Салім                      |       |
| 2014 | Маріна                                  | Marina                                | Стійн Конінкс                    |       |
| 2015 | Коротка шкіра — Страждання молодого Едо | Short Skin — I dolori del giovane Edo | Дуччо К'яріні                    |       |
| 2016 | Від'їзд                                 | Departure                             | Ендрю Стіггелл                   |       |
| 2017 | Фантастична жінка                       | Une femme fantastique                 | Себастьян Леліо                  | [ 2 ] |
| 2018 | Нас не наздоженуть                      | Joueurs                               | Мари Мондж                       | [ 3 ] |

#### Приз «Перше побачення»
| Рік  | Актор                       | Фільм                                      | Оригінальна назва                           | Режисер фільму                  | п.    |
| ---- | --------------------------- | ------------------------------------------ | ------------------------------------------- | ------------------------------- | ----- |
| 2008 | Констанс Руссо              | Усе пробачено                              | Tout est pardonné                           | Міа Гансен-Льове                |       |
| 2008 | Еміль Берлінг               | Високі стіни                               | Les Hauts Murs                              | Крістіан Фор                    |       |
| 2009 | Астрід Берже-Фрісбі         | Гребля проти Тихого океану                 | Un barrage contre le Pacifique              | Ріті Панх                       |       |
| 2009 | Фірат Айверді               | Ласкаво просимо                            | Welcome                                     | Філіпп Льоре                    |       |
| 2010 | Еліс де Ланкесе             | Батько моїх дітей                          | Le Père de mes enfants                      | Міа Гансен-Льове                |       |
| 2010 | Мехті Дегбі                 | Божевільна історія кохання Сімона Ашкеназі | La Folle Histoire d'amour de Simon Eskenazy | Жан-Жак Зільберманн             |       |
| 2011 | Ана Жирардо                 | Симон Вернер зник...                       | Simon Werner a disparu…                     | Фабріс Гобер                    |       |
| 2011 | Жеремі Дюваль               | Син Джо                                    | Le Fils à Jo                                | Філіпп Гійяр                    |       |
| 2011 | Жеремі Дюваль               | Мій батько — служниця                      | Mon père est femme de ménage                | Сафія Азедін                    |       |
| 2012 | Флер Ліз Уе                 | Моя прекрасна зірка                        | Ma bonne étoile                             | Анна Фассіо                     |       |
| 2012 | Абрахам Белага              | Пляшка в морі                              | Une bouteille à la mer                      | Тьєррі Біністі                  |       |
| 2013 | Віктуар Безезі              | Фанні                                      | Fanny                                       | Данієль Отей                    |       |
| 2013 | Франсуа Сівіль              |                                            | Macadam Baby                                | Патрік Боссар                   |       |
| 2014 | Флоре Бонавентура           | Китайська головоломка                      | Casse-tête chinois                          | Седрік Клапіш                   |       |
| 2014 | Поль Амі                    | Сюзанн                                     | Suzanne                                     | Кейтель Куілів'є                |       |
| 2015 | Софі Вербек                 | Все про них                                | À trois on y va                             | Жером Боннел                    |       |
| 2015 | Род Парадо                  | Молода кров                                | La Tête haute                               | Еммануель Берко                 |       |
| 2016 | Ноемі Щмідт                 | Студентка і мосьє Анрі                     | L'étudiante et Monsieur Henri               | Іван Кальберак                  |       |
| 2016 | Франсуа Намбот та Жофре Куе | Тео і Юго в одному човні                   | Théo et Hugo dans le même bateau            | Олів'є Дюкастель та Жак Мартіно |       |
| 2017 | Лена Маньєн                 | Нічому не рада                             | Jamais contente                             | Емілі Делюз                     | [ 2 ] |
| 2017 | Суф'ян Герраб               | Пацієнти                                   | Patients                                    | Гран Кор Маляд та Мехді Ідір    | [ 2 ] |
| 2018 | Летиція Клеман              | Луна                                       | Luna                                        | Ельза Дірінґер                  | [ 3 ] |
| 2018 | Шейн Бумедін                | Мектуб, моя любов                          | Mektoub my love: canto uno                  | Абделатіф Кешиш                 | [ 3 ] |

#### Інші нагороди
| Рік  | Нагорода                    | Фільм / Лауреат | Оригінальна назва | Режисер |
| ---- | --------------------------- | --- | --- | --- |
| 2000 | Кохання з першого погляду   | Бернар Жиродо | Бернар Жиродо | Бернар Жиродо |
| 2001 | Удар Серця                  | Аріель Домбаль | Аріель Домбаль | Аріель Домбаль |
| 2002 | Удар Серця                  | Мілен Демонжо | Мілен Демонжо | Мілен Демонжо |
| 2003 | Удар Серця                  | Ізабель Аджані | Ізабель Аджані | Ізабель Аджані |
| 2004 | Удар Серця                  | Жозіан Баласко | Жозіан Баласко | Жозіан Баласко |
| 2005 | Удар Серця                  | Шарлотта Ремплінг | Шарлотта Ремплінг | Шарлотта Ремплінг |
| 2010 | Удар Серця                  | Крістофер Ламберт за ролі у фільмах: Зникла в Довілі (з Софі Марсо) / La Disparue de Deauville Прикута до ліжка / L'Homme de chevet Білий матеріал / White Material | Крістофер Ламберт за ролі у фільмах: Зникла в Довілі (з Софі Марсо) / La Disparue de Deauville Прикута до ліжка / L'Homme de chevet Білий матеріал / White Material | Крістофер Ламберт за ролі у фільмах: Зникла в Довілі (з Софі Марсо) / La Disparue de Deauville Прикута до ліжка / L'Homme de chevet Білий матеріал / White Material |
| 2010 | Кохання з першого погляду   | Останній мамонт Франції | Mammuth | Гюстав Керверн та Бенуа Делепен |
| 2010 | Найкраща романтична комедія | Серцеїд | L'Arnacœur | Паскаль Шомей |
| 2011 | Удар Серця                  | Сільвія Вартан (з нагоди 50-річної романтичної кар'єри) | Сільвія Вартан (з нагоди 50-річної романтичної кар'єри) | Сільвія Вартан (з нагоди 50-річної романтичної кар'єри) |
| 2011 | Кохання з першого погляду   | Якщо ти помреш, я тебе уб'ю | Si tu meurs, je te tue | Гінер Салім |
| 2012 | Удар Серця                  | Корінн Масьєро за роль у фільмі Луїза Віммер / Louise Wimmer (реж. Сиріл Меннегун)                                                                                  | Корінн Масьєро за роль у фільмі Луїза Віммер / Louise Wimmer (реж. Сиріл Меннегун)                                                                                  | Корінн Масьєро за роль у фільмі Луїза Віммер / Louise Wimmer (реж. Сиріл Меннегун)                                                                                  |
| 2013 | Удар Серця                  | Катрін Деньов за роль у фільмі По сигарети (реж. Еммануель Берко)                                                                                                   | Катрін Деньов за роль у фільмі По сигарети (реж. Еммануель Берко)                                                                                                   | Катрін Деньов за роль у фільмі По сигарети (реж. Еммануель Берко)                                                                                                   |
| 2014 | Удар Серця                  | Чжан Цзиї | Чжан Цзиї | Чжан Цзиї |
| 2015 | Спеціальний приз журі       | Цюрих | Zurich | Саша Полак |
| 2015 | Удар Серця                  | Мішель Легран | Мішель Легран | Мішель Легран |